# الشبكة السورية لحقوق الإنسان
الشبكة السورية لحقوق الإنسان هي مُنظمة حقوقية تأسَّست في حزيران/يونيو من عام 2011 بعد اندلاع الثورة السورية، وتُعد اليوم جهة حيادية مستقلة غير حكومية وغير ربحية تهدفُ بشكلٍ رئيسي إلى توثيق الانتهاكات التي تحصل في سوريا (سواء من طرف الحكومة أو من طرف المُعارضة أو من طرف أي جهة أخرى) وإصدار دراسات وأبحاث وتقارير بشكل دوري وضمن أعلى مستويات الموضوعيّة والاحترافية بهدفِ فضح مرتكبي الانتهاكات كخطوة أولى لمحاسبتهم وضمان حقوق الضحايا، كما تهدفُ الشبكة إلى نشر ثقافة حقوق الإنسان لدى كافَّة أبناء المجتمع السوري وتعريفهم بحقوقهم المدينة والسياسية من خلال جهدها التوثيقي والحقوقي وإصداراتها المختلفة، إضافةً لتدريب العشرات من السوريين على النشاط والعمل الحقوقي في مختلف مجالاته.
تلتزمُ الشبكة في عملها بكافة المعايير والإعلانات والعهود والمواثيق العالمية لحقوق الإنسان الصادرة عن الأمم المتحدة، وتُؤكد عدم مشاركتها في أية أنشطة سياسية وعدم انضمامها لأية جهة سياسية. تعملُ الشبكة أيضًا على تحقيقِ أهدافها عبر وسائل الإعلام ومواقع التواصل الاجتماعي، وعبر التواصل مع المنظمات الحقوقية والمدنية السورية والدولية الأخرى. هذا وتجدر الإشارة إلى أن الأمم المتحدة قد اعتمدت في جميع إحصائياتها الصادرة عنها في تحليل ضحايا النزاع على الشبكة السورية لحقوق الإنسان كواحدة من أهم وأبرز المصادر، بالإضافة إلى اعتمادِ الشبكة لدى عددٍ واسعٍ من وكالات الأنباء العربية والعالمية، إضافةً إلى منظمات حقوقية إقليمية ودولية.
تقول الشبكة السورية لحقوق الإنسان أن ما يدفعها للقيامِ بعمليات التوثيق في سوريا هو حفظُ حقوق الضحايا ومحاسبة مرتكبي الجرائم من أجل ردعهم عن القيام بعمليات مماثلة في المستقبل، وأيضا تخليد ذكرى النشطاء البارزين في مجال حقوق الإنسان والجانب الطبي والإعلامي والإغاثي، كما تُصرِّح بأنها تُؤمن بأن هذه الأمور هي غاية في الأهمية من أجل تحقيق مسيرة العدالة الانتقالية فلا استقرار بدون عدالة. تُصدر الشبكة السورية لحقوق الإنسان قائمةً بأبرز الانتهاكات اليومية، وثمانية تقارير إحصائية شهرية، وتقارير سنوية في المناسبات الحقوقية العالميّة، كما تُصدر تقريرًا سنويًا شاملًا لجميعِ الانتهاكات الحاصلة في سورية، إضافة إلى دراسات وتقارير خاصة تتناولُ مواضيع تخصصيّة واستثنائية. تقومُ الشبكة أيضًا بإنتاجِ مجموعة من الوسائط المقروءة والمرئية بشكل دوري لجميع التقارير والدراسات بهدف المساهمة في عمليات التوعية.